# Dassault-Breguet Super Étendard
Dassault-Breguet Super Étendard (Fr. Étendard pomeni "Bojna zastava") je francosko palubno jurišno lovsko letalo. Super Étendard je nadgrajena različica letala Étendard IVM. Uporabljen je bil v vojaških konfliktih kot so vojna na Kosovu, v Afganistanu in Libiji. Bojno so ga uporabljali tudi Iračani in Argentinci. Glavni uporabnik je Francoska mornarica, do leta 2016 ga bo nadomestil Dassault Rafale. 
Super Étendard je baziran na Dassault Étendard IV. Sprva so nameravali nadomestiti Étendard IVM s palubno verzijo SEPECAT Jaguar (the Jaguar M), ki pa se je izkazal za nepraktično palubno letalo, zato so razvili Super Etendard.
Prvič je poletel 28. oktobra 1974. Sprva so nameravali kupiti 100 letal, potem so zmanjšali naročilo na 60 letal. Skupaj so zgradili 85 letal.
Super Étendard je srednje krilne konfiguracije, poganja ga en truboreaktivni motor SNECMA Atar 9K-50 s 49 kN potiska. Konstrukcija je povsem kovinska. Ima Thomson-CSF Agave radar. Lahko je oborožen z efektivno protiladijsko raketo AM 39 Exocet

## Tehnične specifikacije
Podatki iz All The World's Aircraft 1982–83, Jane's; Air Power Classics
Splošne karakteristike
- Posadka: 1
- Dolžina: 14,31 m (45 ft 11½ in)
- Razpon kril: 9,60 m (31 ft 6 in)
- Višina: 3,86 m (12 ft 8 in)
- Površina kril: 28,4 m² (306,7 ft²)
- Teža praznega letala: 6 500 kg (14 330 lb)
- Maks. vzletna teža: 12 000 kg (26 455 lb)
- Pogon letala: 1 × SNECMA Atar 8K-50 turboreaktivni motor, 49,0 kN (11 025 lbf)

 Zmogljivost 
- Maks. hitrost: 1 000 km/h (637 vozlov, 733 mph) na nizki višini
- Doseg: 1 820 km[4] (983 navtičnih milj, 1 130 mi)
- Bojni radij: 850 km (460 navtičnih milj, 530 mi) z eno protiladijsko raketo AM39 Exocet in enim tankom za gorivo
- Višina leta: 13 700 m (44 900 ft)
- Hitrost vzpenjanja: 100 m/s (19 700 ft/min)
- Obremenitev kril: 423 kg/m² (86,3 lb/ft²)
- Razmerje potisk/teža: 0,42

Oborožitev

- Strelno orožje: 2× 30 mm DEFA 552 top s 125 naboji vsak
- Nosilci za orožje: 4× pod krili 2× pod trupom s kapaciteto največ 2 100 kg (4 600 lb)
- Rakete: 4× Matra z 18× SNEB 68 mm raketami vsak
- Izstrelki: 

  - 1× AM-39 Exocet protiladijska raketa ali
  - 1× Air-Sol Moyenne Portée jedrska raketa ali
  - 2× AS-30L ali
  - 2× Matra Magic raketa zrak-zrak
- Bombe: Prostopadajoče konvencionalne ali jedrske bombe; ali lasersko vodene rakete, moožen tudi sistem za prečrpavanaje goriva v zraku "buddy"